# Daniel Bravo
Daniel Bravo (* 9. únor 1963, Toulouse) je bývalý francouzský fotbalista. Nastupoval především na postu záložníka.
S francouzskou reprezentací vyhrál Mistrovství Evropy 1984, na šampionátu nastoupil k jednomu zápasu. V národním týmu působil v letech 1982-1989 a odehrál 13 utkání, v nichž vstřelil 1 branku.
S Paris Saint-Germain vyhrál Pohár vítězů pohárů 1995/96.
S pařížským celkem se stal mistrem Francie (1993/94) a získal s ním dvakrát francouzský pohár (1992/93, 1994/95). Ten zdvihl nad hlavu i v dresu AS Monaco (1984/85).
Jeho synem je herec a model Lucas Bravo.